# 山口艶華
山口 艶華（やまぐち つやか）は、山口県山口市出身の演歌歌手。日本コロムビアレコード、日本エンカフォンレコード所属。
音楽プロデューサー有吉保のレッスンを受けながら全国で開催される歌謡コンクールで優勝を果たす。1998年に山路進一作曲による「夫婦灯り」、カップリング曲「ほろ酔い艶歌」でデビュー。歌川二三子が司会をつとめる「演歌流行歌」に出演。その他KRY・RCC各局のテレビ番組にも出演。
「決して華やかではないけれど、根強い雑草のごとく演歌花(艶華花)を咲かせたい」という気持ちで頑張っている。